# Tour d'Espagne féminin
Le Tour d'Espagne féminin, officiellement nommé La Vuelta Femenina (connue comme Le Ceratizit Challenge by La Vuelta jusqu'en 2022) est une course cycliste féminine organisée en Espagne. Créée en 2015 sous le nom Madrid Challenge by La Vuelta, elle fait partie du calendrier de l'Union cycliste internationale en catégorie 1.1 dès sa première année. Cette course est organisée comme le Tour d'Espagne par Unipublic, initialement sur le même format que La course by Le Tour de France. En 2016, elle intègre l'UCI World Tour féminin. Elle est à l'origine une course d'un jour et devient une course par étapes à partir de 2018.

## Histoire
La première édition s'est déroulée le 13 septembre en lever de rideau de la 21e étape du Tour d'Espagne 2015 qui s'est terminée à Madrid. Les éditions 2018 et 2019 se déroulent sur deux jours avec, pour commencer la course, l'ajout d'un contre-la-montre (par équipes la première année et individuel la seconde).
Un troisième jour de course est ajouté en 2020, puis une quatrième étape en 2021, l'objectif d'Unipublic étant à terme d'organiser une course d'une semaine et en faire un Tour d'Espagne, donc le troisième grand tour aux côtés du Tour d'Italie féminin et du Tour de France Femmes. Depuis 2020 la course visite d'autres régions que Madrid, et le changement de nom de l'épreuve coïncide avec cette évolution.
Annemiek Van Vleuten, gagnante de l'édition 2022, estime alors que la course doit encore se développer avant de pouvoir être comparée au Giro Rosa et au Tour de France féminin : « Même si la Ceratizit Challenge porte le nom de La Vuelta, elle n’a pas encore les étapes dures et la distance qui permettent de la considérer comme un Grand Tour. Ce sont seulement cinq jours de course, dont un sur le circuit de Madrid ».
La transformation de l'épreuve en Tour d'Espagne féminin, souhaitée par les organisateurs, se concrétise en 2023 : la course prend désormais le nom de Vuelta Femenina, elle comprend sept étapes et se dispute la première semaine de mai, soit à la période où le tour d'Espagne masculin s'est longtemps déroulé. Son parcours est également plus difficile que celui proposé lors des formules précédentes. La dernière étape de l'édition 2023 se termine ainsi au sommet de la célèbre montée vers les Lacs de Covadonga.

## Logos de la course

Logo du Madrid Challenge de 2015 à 2017
Logo du Madrid Challenge de 2017 à 2020
Logo du Ceratizit Challenge de 2020 à 2022
Logo de la Vuelta Femenina depuis 2023

## Palmarès
| Année                            | Vainqueur            | Deuxième             | Troisième            |
| -------------------------------- | -------------------- | -------------------- | -------------------- |
| Madrid Challenge by La Vuelta    |                      |                      |                      |
| 2015                             | Shelley Olds         | Giorgia Bronzini     | Kirsten Wild         |
| 2016                             | Jolien D'Hoore       | Chloe Hosking        | Marta Bastianelli    |
| 2017                             | Jolien D'Hoore       | Coryn Rivera         | Roxane Fournier      |
| 2018                             | Ellen van Dijk       | Coryn Rivera         | Audrey Cordon-Ragot  |
| 2019                             | Lisa Brennauer       | Lucinda Brand        | Pernille Mathiesen   |
| Ceratizit Challenge by La Vuelta |                      |                      |                      |
| 2020                             | Lisa Brennauer       | Elisa Longo Borghini | Lorena Wiebes        |
| 2021                             | Annemiek van Vleuten | Marlen Reusser       | Élise Chabbey        |
| 2022                             | Annemiek van Vleuten | Elisa Longo Borghini | Demi Vollering       |
| Tour d'Espagne féminin           |                      |                      |                      |
| 2023                             | Annemiek van Vleuten | Demi Vollering       | Gaia Realini         |
| 2024                             | Demi Vollering       | Riejanne Markus      | Elisa Longo Borghini |
| 2025                             | Demi Vollering       | Marlen Reusser       | Anna van der Breggen |
| 2026                             |                      |                      |                      |

## Classements annexes
| Année | Classement par points | Meilleure grimpeuse | Meilleure jeune    |
| ----- | --------------------- | ------------------- | ------------------ |
| 2016  | Mia Radotić           |                     |                    |
| 2017  |                       |                     |                    |
| 2018  | Ilaria Sanguineti     |                     |                    |
| 2019  | Lucinda Brand         |                     | Pernille Mathiesen |
| 2020  | Lisa Brennauer        |                     | Lorena Wiebes      |
| 2021  | Lotte Kopecky         |                     |                    |
| 2022  | Silvia Persico        | Lucinda Brand       |                    |
| 2023  | Marianne Vos          | Gaia Realini        |                    |
| 2024  | Marianne Vos          | Demi Vollering      |                    |
| 2025  | Marianne Vos          | Demi Vollering      |                    |
| 2026  |                       |                     |                    |

### Statistiques
Victoires par pays
| # | Pays       | Victoires |
| - | ---------- | --------- |
| 1 | Pays-Bas   | 6         |
| 2 | Allemagne  | 2         |
| . | Belgique   | 2         |
| 4 | États-Unis | 1         |

Victoires finales
3 victoires :  Annemiek van Vleuten
2 victoires :  Jolien D'Hoore,  Lisa Brennauer et  Demi Vollering
Classement par points
3 succès :  Marianne Vos
Victoires d'étapes par pays (2018 à 2025)
| Pays       | Nombre d'étapes |
| ---------- | --------------- |
| Pays-Bas   | 21              |
| Italie     | 5               |
| États-Unis | 4               |
| Allemagne  | 2               |
| Australie  | 2               |
| Belgique   | 1               |
| Canada     | 1               |
| France     | 1               |
| Suisse     | 1               |

Record de victoires d'étapes
| Coureuse             | Nombre d'étapes |
| -------------------- | --------------- |
| Demi Vollering       | 6               |
| Marianne Vos         | 6               |
| Annemiek van Vleuten | 3               |
| Elisa Balsamo        | 2               |
| Lisa Brennauer       | 2               |